# Wii Sports

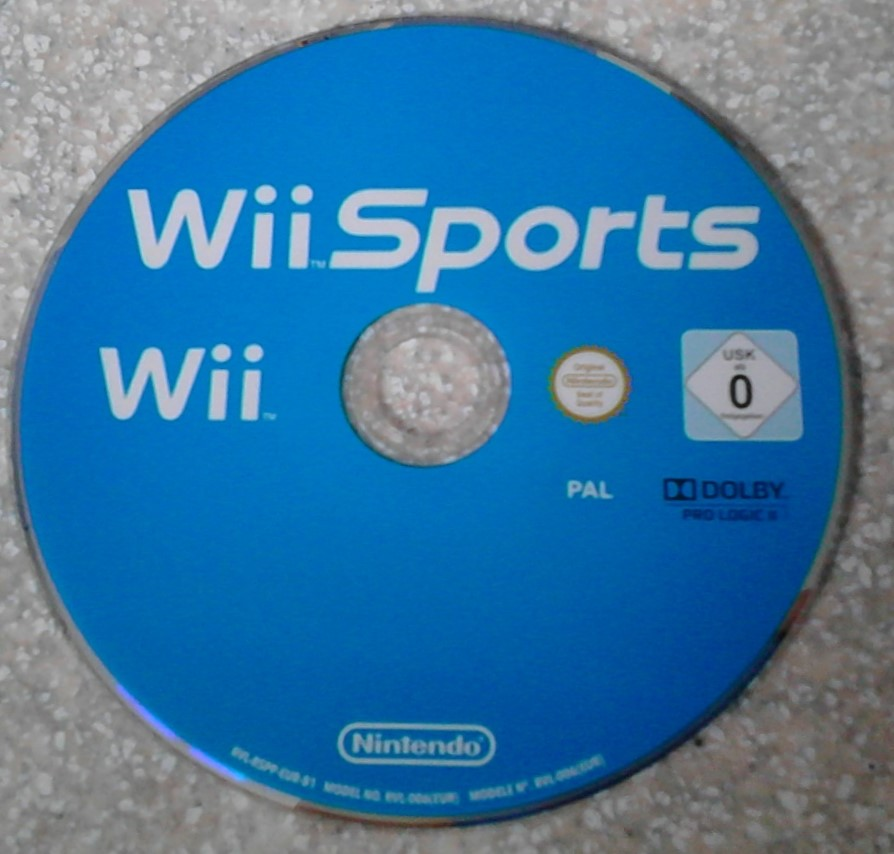
Disk se hrou Wii Sports

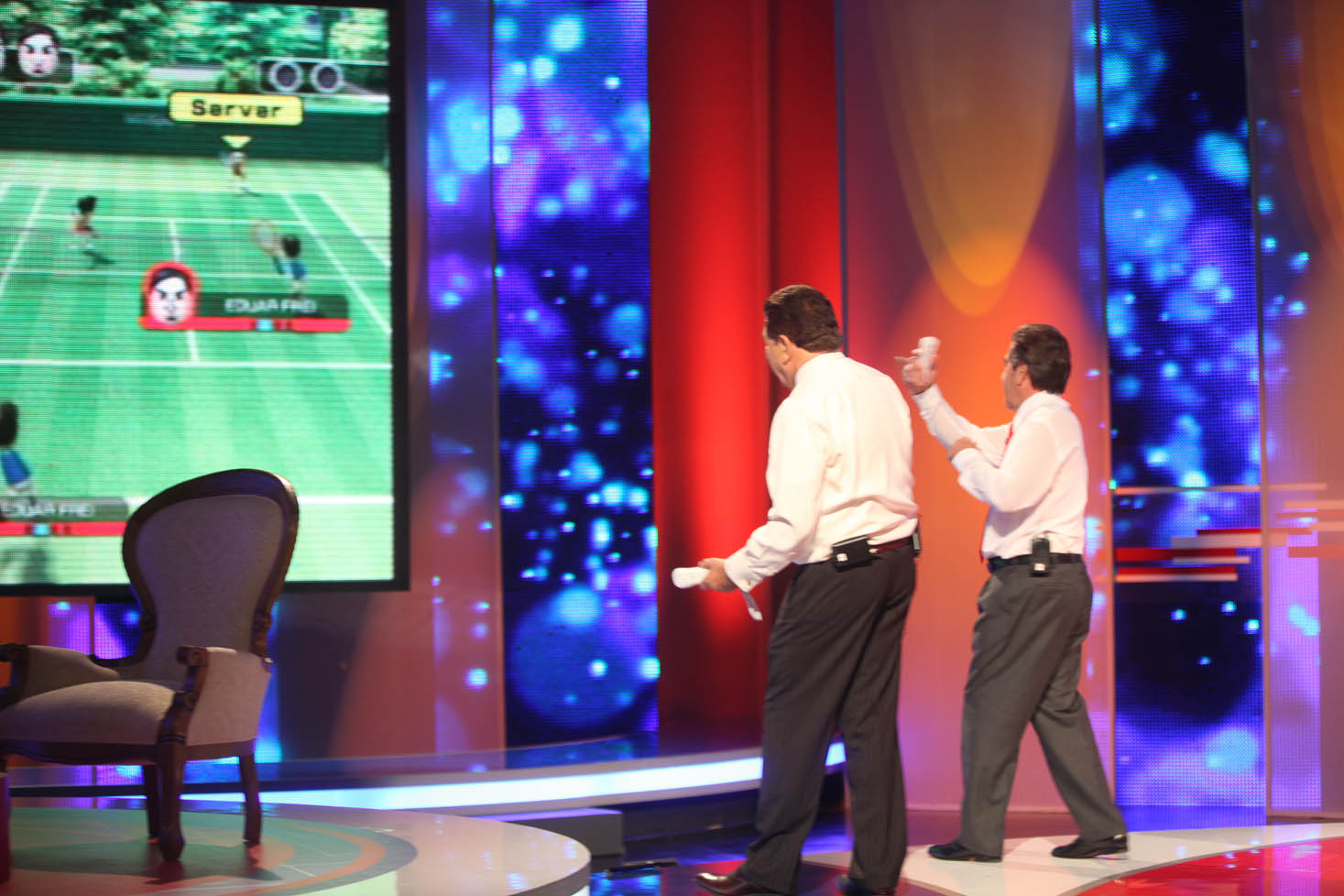
Ukázky hry tenisu na Wii Sports

Wii Sports je sportovní hra vydaná a publikovaná Nintendem pro herní konzoli Nintendo Wii. Poprvé vyšla 19. listopadu 2006 v Severní Americe, po měsíci pak v Japonsku, Austrálii a v Evropě.
Tato hra se skládá z pěti sportovních simulátorů vytvořených pro nováčky, aby nabrali zkušenosti s ovládáním Wii Remotu. Mohou si zde zahrát tenis, baseball, bowling, golf a box. Hráči používají Wii Remote jako sportovní náčiní, jako je např. tenisová raketa, baseballová pálka, boxerské rukavice, bowlingová koule a golfová hůl, a provádějí reálné pohyby, pro tyto sporty typické. Pravidla jsou zjednodušená pro lehčí přístup nováčků; hra má navíc tréninkový a fitness mód, kde lze zhodnotit pokroky hráče.
Hra Wii Sports byla velmi dobře přijata jak kritiky, tak i hráči; s 83 miliony kopií patří do žebříčku čtveřice nejprodávanějších videoher vůbec. Wii Sports byla uváděna i v televizních pořadech, novinách a dalších zdrojích. Tato hra se stala velmi oblíbenou na společenských akcích a při soutěžení hráčů všech věkových kategorií.

## Hraní
Wii Sports je kolekcí 5 různých sportovních her – tenisu, baseballu, bowlingu, golfu a boxu. Hru si hráč zvolí v hlavním menu. Hry se ovládají pouze Remotem u tenisu, baseballu, golfu a bowlingu, a nebo Remotem s připojeným Nunchukem u boxu. Ovladače se používají jako sportovní náčiní a hráč s ním vykonává pohyby jako u reálného sportu, např. Remote drží jako golfovou hůl, v základním golfovém postoji a snaží se o odpálení virtuálního míčku reálným pohybem.
Každá z her se skládá ze standardního herního režimu, tréninku a z režimu určeného pro více hráčů. Ve standardním módu se hráč naučí v tenisu hrát dvojhru proti soupeři, v baseballu odpalovat a nadhazovat, v bowlingu zacházet s koulí, v golfu odpalovat na cíl a v boxu různé chvaty a zákroky. Čím více utkání vyhraje, tím zkušenější budou soupeři. V multiplayeru si mohou zaboxovat dva hráči proti sobě nebo si v tenise zahrát čtyřhru a podobně.
Postavy, se kterými se bude hráč reprezentovat v hrách, si vytvoří v Mii Channelu. Wii Sport je prvním titulem, ve kterém tuto postavičku může použít. Mii jsou uloženy v hráčově konzoli a představují jeho osobu.

### Jak hráč postupuje
Po odehrání dané hry, zápasu, je hráč odměněn body za svůj úspěch podle svých dovedností; některé hry však nezapočítávají hru více hráčů do tohoto bodování. Graf vývoje bodů lze zhlédnout vždy po dohrané hře. Po získání 1 000 bodů dosáhne hráč profesionální úrovně a kosmetické úpravy jeho Mii.
Wii Sports obsahuje také fitness test, který vypočte fitness věk. Test spočívá ve vykonání několika sportovních úkolů z tréninkového módu. Věk se pak počítá z hráčova věku, rovnováhy, rychlosti a energie. Test se může udělat pouze jednou denně pro jednoho Mii a výsledky jsou znázorněny v grafu.

## Vývoj
Wii Sports vytvořil Katsuya Eguchi se svojí vývojářskou skupinou, jež vyvíjí software pro Nintendo. S příchodem Wii Nintendo požadovalo, aby byli osloveni lidé, kteří video hry dříve nehráli. Proto byl požadován software, který bude zábavný a současně naučí nové hráče zacházení s Wii. Nintendo se snažilo zaútočit na hráče, kteří by hráli denně a jako vlajkovou loď Wii vyslalo právě hru Wii Sports. Wii Sports bylo navrženo jako jednoduchá hra pro použití jak dlouhodobých hráčů, tak i pro začátečníky. Byl vybrán právě sport, protože toto téma je rozšířené a pro všechny velmi známé. Přesné rysy profesionálních sportovců a realistická grafika pomůže komukoliv v herních dovednostech.
Z počátku se uvažovalo o nasazení postaviček z Maria, ale hráči dali jasně najevo, že preferují postavy Mii. Hru lze zobrazit v širokoúhlém formátu 16:9 a podporuje progressive scan.
Před Expem 2006 byl představen první sport ve hře, Wii Sport: Tenis; později Nintendo oznámilo, že to bude část sportovního balíčku. Satoru Iwata představil tento balíček jako Wii Sports a uvedl, že bude zahrnovat tenis, golf a baseball. Ke hře bylo vytvořeno demonstrační video a demo verze. Ostatní tituly byly představeny až na Expu 2006 pod společným názvem Wii Sports: Baseball, Wii Sports: Golf a Wii Sports: Airplane. Airplane měl simulovat pilotování letadla, které mělo za úkol proletět kruhy v krajině. Tato hra ale nebyla zahrnuta do konečné podoby hry, ale objevila se následně ve hře Wii Sports Resort.

## Ohlas
Wii Sports byla komerčně úspěšná až tak, že na konci roku 2007 se stala nejvíce prodávanou hrou na Nintendo Wii. V Japonsku se prodalo 176 167 kopií v prvních dvou dnech od vydání, což se stalo rekordem mezi hrami pro sedmou generaci konzolí v Japonsku. Od února 2007 se prodalo přes milion kopií. Na začátku května 2007 firma Media Create umístila Wii Sports na třetí místo mezi top 20 her Japonska. Byla to nejvíce prodávaná hra Japonska roku 2007 s 1 911 520 prodanými kopiemi. Léta 2008 se Wii Sports umístilo na 10. místě v prodeji v Japonsku s 841 736 kopiemi. Statistiky k polovině roku 2023 mluví o 83 miliónech prodaných kopií hry.

### Ocenění
Wii Sport vyhrála
- Nejlepší sportovní hra – Game Critics Award
- Nejlepší Wii hra a nejoriginálnější hra – Best of E3 2006 1UP.com
- Nejlepší sportovní hra roku 2006 – IGN
- Vítězství v Top 10 of Video Games 2006 – Time magazine
- Famitsu 2006 – Innovation Award
- Nejlepší zážitek z multiplayeru – 1Up Network Awards, Electronic Gamning Monthly
- Vynikající provedení herní techniky, Vynikající provedení herního designu, Vynikající inovace ve hraní – Interactive Achievement Awards 2007
- Vítězství v Innovation Award a nejlepší herní design – Game Developers Choice Awards
- Grand Prize – Japan Media Arts Festival
- Vítězství v šesti kategoriích ze třinácti – BAFTA Awards

## Vliv hry
Wii Sports, významný faktor v celosvětovém uznání Wii, je první ze série her od Nintenda Wii Series. Tato série obsahuje Wii Play, Wii Fit, Wii Chess a Wii Music. Následovníkem by se mohla stát hra Wii Sports Resort, jejíž realizace je již plánovaná. Podle Wii Fit bude hra přitahovat spíše příležitostné, dámské či starší hráče. V jedné hře se propojují dovednosti členů rodiny a také slouží jako prostředek ke cvičení a hubnutí. Studie mezi 13–15letými teenagery vedená z Liverpoolu Univerzitou Johna Moorese dospěla k závěru, že tito hráči spotřebují o 2 % více energie než při hraní na ostatních konzolích.
Wii Sports byla také použita jako pomoc při psychické terapii boxerů v rehabilitační nemocnici v Glenrose v Kanadě, při léčení lidí po mrtvici v Minneapolis, Minnesotě a Raleighu v Severní Karolíně a při léčení zraněných vojáků v Prescottu v Arizoně, Washingtonu D.C. a ve městě Landtuhl v Německu.
Po vydání Wii začali hráči při hraní Wii Sports působit různé škody, kdy nešťastnou náhodou praštili do jiných hráčů nebo věcí svým Remotem. Mnoho nehod týkajících se odhozeného Remotu při hraní Wii Sports pobídlo prezidenta Nintenda Satoru Iwata k vyvinutí kampaně k redukci těchto incidentů. Nintendo vyvinulo nové pásky k Remotům, které byly dvojité a silnější.
Wii Sports se stala populárním prostředkem na společenská setkání a soutěže. Obyvatelé domů důchodců a podobných center zformovali ligy pro hraní Wii Sports bowlingu.
Wii Sports byla k vidění i v televizních seriálech, jako např. v The Big Bang Theory.